# Carlos dos Santos (Diplomat)

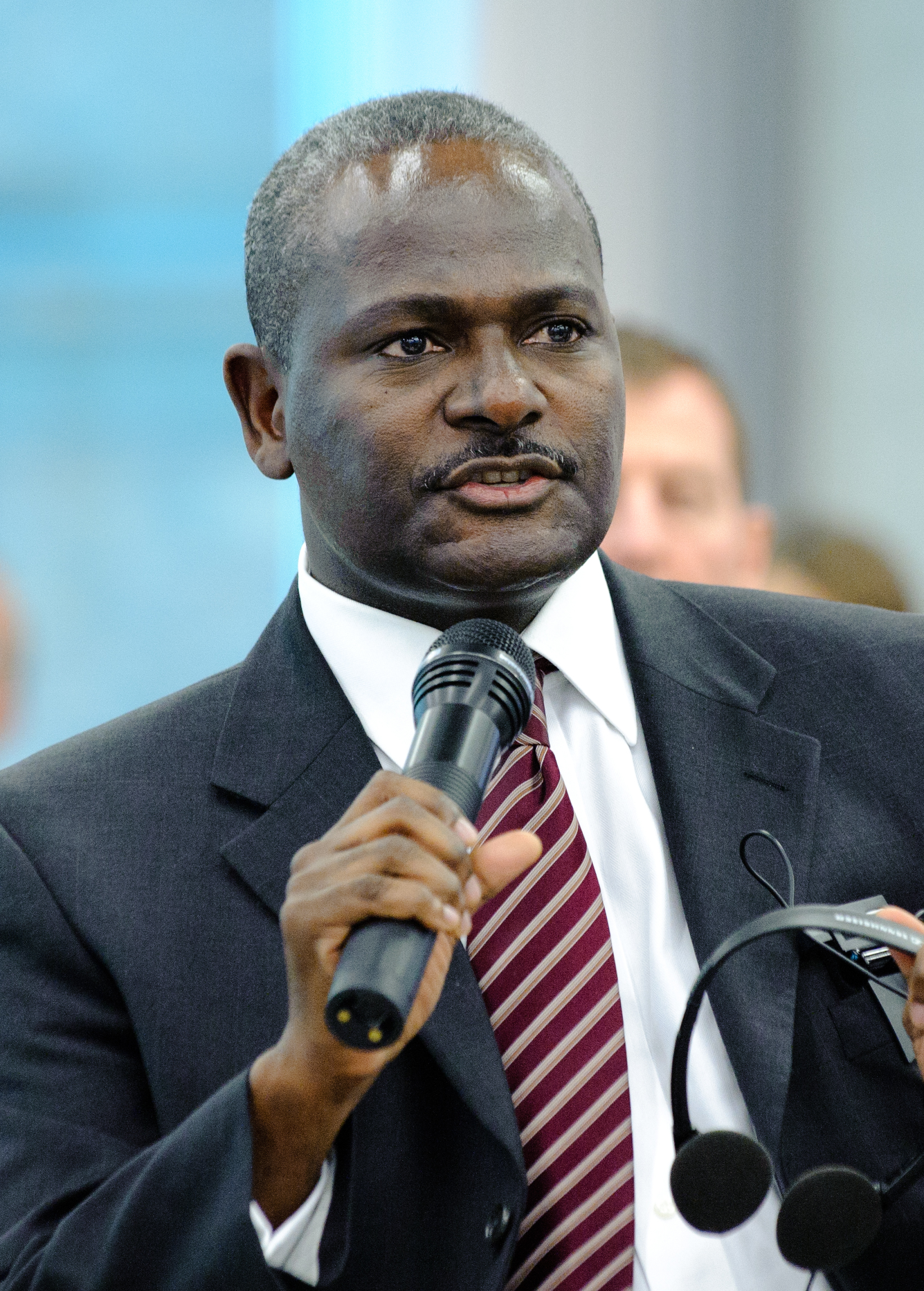
Carlos dos Santos, 2010

Carlos dos Santos (* 8. Juli 1961 in Manhiça) ist ein mosambikanischer Diplomat.

## Leben
Er wuchs in einer landwirtschaftlich geprägten Gemeinde auf und besuchte eine katholische Missionsschule. Als 19-Jähriger trat er in ein Ausbildungsprogramm des mosambikanischen Außenministeriums ein. Von 1980 bis 1982 arbeitete er beim Protokoll, es schloss sich bis 1984 ein Einsatz in mosambikanischen Vertretung bei den Vereinten Nationen an. Ab 1984 war er für fünf Jahre in der mosambikanischen Botschaft in Harare in Simbabwe als dritter Sekretär eingesetzt. Dort besuchte er auch die Universität von Simbabwe, die er mit einem Bachelor- und einem Masterabschluss in Politik, Verwaltung und internationalen Beziehungen abschloss. 1989 kehrte er zurück nach Simbabwe und leitete im Außenministerium bis 1991 das Referat für Afrika und den Nahen Osten. Später wurde er für ein Jahr Kabinettschef des Ministeriums. In dieser Funktion war er an der Ausarbeitung des Allgemeinen Friedensabkommens von Rom beteiligt, dass den Mosambikanischen Bürgerkrieg beendete. Er wurde dann von 1992 bis 1995 Privatsekretär des mosambikanischen Präsidenten Joaquim Chissano. Er wirkte als Delegierter Mosambiks bei den Vereinten Nationen, der Organisation für Afrikanische Einheit, der Bewegung der Blockfreien Staaten sowie weiteren internationalen Organisationen.
1996 wurde dos Santos ständiger Vertreter Mosambiks bei den Vereinten Nationen. Er übernahm die Funktion des Generalsekretärs der Konvention zum Verbot von Landminen, ein in Mosambik als Folge des Bürgerkriegs besonders bedeutenden Problems. Außerdem engagierte er sich für einen Stopp der Verbreitung von Kleinwaffen. Am Baruch College in New York City erwarb er den akademischen Grad eines Master of Business Administration. 2003 kehrte er nach Mosambik zurück und arbeitete als Berater des Präsidenten Chissano.
Im Jahr 2006 wurde er dann Botschafter in Deutschland und am Heiligen Stuhl. Ab 2011 vertrat er sein Land als Hochkommissar im Vereinigten Königreich und Botschafter in Irland. 2016 wurde er mosambikanischer Botschafter in den USA.
Dos Santos ist verheiratet und Vater von zwei Töchtern und einem Sohn. Er spricht Englisch, Portugiesisch und Xironga.